# Potres in cunami v Tohokuju (2011)
Potres in cunami v Tohokuju (japonsko 東北地方太平洋沖地震) sta se zgodila 11. marca 2011, ko je potresni sunek z magnitudo 9,0–9,1 Mw ob 14.46 po lokalnem času (JST; 05.46 UTC) stresel oceansko dno 72 km vzhodno od polotoka Ošika v japonski regiji Tohoku na severu otoka Honšu. Trajal je šest minut in sprožil močan cunami, ki je prizadel zlasti vzhodno obalo Japonske, nekaj škode pa je povzročil tudi na drugi strani Tihega oceana. Na Japonskem dogodek imenujejo tudi veliki vzhodnojaponski potres (東日本大震災, Higaši nihon dajšinsaj) ali še preprosteje 3.11.
Šlo je za najmočnejši potres, kdajkoli zabeležen na Japonskem in četrti najmočnejši potres na svetu od začetka meritev leta 1900. Močan val cunamija je v prefekturi Ivate dosegel višino preko 40 m, na območju mesta Sendai pa so izmerili, da je potoval s hitrostjo 700 km/h, pri čemer je voda prodrla do 10 km v notranjost celine. Prebivalci so bili opozorjeni samo osem do deset minut vnaprej in smernice za primer cunamija niso predvidevale tako velikega vala. Stanje so poslabšale nizke temperature s sneženjem, ki so močno ovirale reševanje; Po uradnih podatkih je zaradi posledic potresa umrlo 19.747 ljudi, 6242 je bilo ranjenih, 2556 pa je bilo leta 2021 še vedno pogrešanih. Ob četrti obletnici, spomladi 2015, je bilo preseljenih še skoraj četrt milijona ljudi, bodisi stalno, bodisi so še vedno živeli v začasnih namestitvah. Cunami je povzročil tudi nesrečo v jedrski elektrarni Fukušima-Daiči, kjer je zaradi izpada elektrike za hladilni sistem prišlo do taljenja sredice treh reaktorjev; zaradi evakuacije in izpusta radioaktivno kontaminirane vode je bilo prizadetih več sto tisoč prebivalcev okoliškega območja.
Po zgodnjih ocenah je zavarovana škoda potresa znašala 14,5 do 34,6 milijarde USD. Banka Japonske je ponudila 15 bilijonov jenov (183 milijard USD) injekcije v bančni sistem, da bi stabilizirala trg. Gospodarska škoda je po kasnejši oceni Svetovne banke znašala 235 milijard USD, s čemer je bil potres s cunamijem v Tohokuju najdražja naravna katastrofa v zgodovini. Po eni od študij naj bi posledice potresa povzročile za 0,47 odstotne točke zmanjšan prirast bruto domačega proizvoda Japonske v letu po katastrofi.

## Osnovne značilnosti potresa
Podmorski tektonski potres z magnitudo 9,1 po momentni magnitudni lestvici se je zgodil 11. marca 2011 ob 14.46 po lokalnem času (JST) v severozahodnem Tihem oceanu na razmeroma majhni globini 32 km z epicentrom približno 72 km vzhodno od polotoka Ošika v japonski regiji Tohoku; trajal je približno šest minut. Najbližje velemesto, Sendai, stoji približno 130 km zahodno od epicentra, glavno mesto Tokio pa nekoliko južneje, 373 km jugozahodno od epicentra.
Glavni sunek je napovedovalo več močnejših predpotresnih sunkov, sledilo pa mu je na stotine popotresnih. Med prvimi je bil sunek 9. marca stopnje 7,2 Mw  približno 40 km od epicentra glavnega sunka, še isti dan so mu sledili trije z magnitudo nad 6,0 Mw . Glavnemu sunku 11. marca je sledil popotresni sunek z magnitudo 7,4 Mw  ob 15.08 JST, nato popotresni sunek z magnitudo 7,9 Mw  ob 15.15 JST in še en z magnitudo 7,7 Mw  ob 15.26 JST. Skupno je glavnemu sunku sledilo še več kot 800 popotresnih sunkov z magnitudo vsaj 4,5 Mw , vključno z enim 7,1 Mw  26. oktobra 2013. Vzorec popotresnih sunkov je bil skladen z Omorijevim zakonom, po katerem povprečna pogostost in jakost upadata s časom po potresu.
Potres je prestavil del otoka Honšu 2,4 m proti vzhodu, premaknil Zemljino vrtilno os za 10 do 25 cm, pospešil vrtenje Zemlje za 1,8 µs na dan, in vzbudil infrazvočno valovanje, ki ga je zaznal tudi satelit Gravity Field and Steady-State Ocean Circulation Explorer (GOCE) v nizki orbiti. Sprva se je pacifiška obala Honšuja zaradi potresa znižala za en meter, po približno treh letih pa se je pričela dvigovati in presegla prvotno višino.

## Cunami
Navpičen sunek 180 km širokega pasu morskega dna v višini 6 do 8 m je povzročil močan cunami, ki je povzročil razdejanje na pacifiških obalah severnih japonskih otokov, saj je val tako blizu epicentra presegel višino 40 m. Nato se je širil čez ves Tihi ocean do vzhodnih obal od Aljaske na severu Severne Amerike do Čila na jugu Južne Amerike. Do tam je val močno upadel, a je vseeno imel posledice. V Čilu, najdlje od Japonske (17.000 km stran), so valovi dosegli 2 m.

### Japonska
Japonska meteorološka agencija je takoj po zaznanem potresu izdala opozorilo pred cunamijem najvišje stopnje, kar je pomenilo val, višji od 3 m. Konkretne napovedi so se razlikovale, najvišja za prefekturo Mijagi je znašala 6 m. Dejanski val je bil mnogo višji in je poplavil približno 561 km² veliko območje Japonske.
Potres se je zgodil ob 14.46 po lokalnem času in ob 15.55 so nadzorne kamere pokazale poplavljanje letališča v Sendaiju, ki leži blizu obale prefekture Mijagi najbližje epicentru. Naraščajoča voda je na poti proti notranjosti odnašala avtomobile in letala ter poplavljala okoliške zgradbe. Helikopter japonske javne televizije, ki je bil ravno takrat v zraku, je snemal voznike na lokalnih cestah, ki so poskušali ubežati, a jih je voda ujela in odplavila.
Podobno kot v primeru potresa v Indijskem oceanu leta 2004 je bil cunami mnogo bolj uničujoč in smrtonosen kot sam potres, čeprav občutno bolj lokaliziran. V najbolj prizadetih območjih vzhodnih obal Japonske so bila uničena celotna naselja, v kraju Minamisanriku je tako odplavilo 9500 ljudi, od katerih so jih nato približno tisoč našli mrtvih.
Med razlogi za tako veliko število žrtev je nepričakovano visok val. Morski zidovi so bili zgrajeni proti mnogo manjšim cunamijem, mnogi, ki jih je ujela naraščajoča voda, pa so mislili, da so dovolj visoko. Samo v Tohokuju je voda dosegla in poplavila več kot 100 zatočišč, kamor so bili ljudje napoteni za evakuacijo pred cunamijem. Komite japonske vlade za preprečevanje katastrof je v svojem poročilu izpostavil, da so bile takratne smernice namenjene varstvu pred takimi cunamiji, ki jih je možo realno pričakovati na krajši rok. Priporočil je preoblikovanje smernic za predvidevanje najvišjih možnih cunamijev; to bi vključevalo gradnjo višjih morskih zidov in navodila prebivalcem za evakuacijo v primeru zelo velikih valov.

### Drugi deli Pacifika
Pacifiški center za opozarjanje pred cunamiji (PTWC) na Havajih je ob 7.30 UTC izdal splošno opozorilo za ves Pacifik Rusija je odredila evakuacijo 11.000 prebivalcev obalnih predelov Kurilskega otočja, ameriški Nacionalni center za opozorila pred cunamiji pa je izdal opozorilo za obalne predele večine Kalifornije, celotnega Oregona in zahoda Aljaske ter nasvet za preostale obale. V Kaliforniji in Oregonu so nekatere predele obale dosegli 2,4 m visoki valovi in poškodovali doke ter pristanišča, skupno je bilo 10 milijonov USD škode. V okolici Vancouvrovega otoka je morje naraslo do 1 m, zaradi česar so se nekateri evakuirali, lokalne oblasti pa so prepovedale tudi vodni promet v vodah okrog otoka za 12 ur po tem, zaradi česar mnogi niso mogli na delo.
Na Havajih je bila škoda na javni infrastrukturi ocenjena na 3 milijone USD, zasebniki in podjetja, vključno z velikimi letovišči, pa so utrpeli na desetine milijonov USD škode. Do 1,5 m visoki valovi so preplavili dele obale in otoček Spit v Midwayskem atolu in pomoril več kot 110.000 mladičev gnezdečih morskih ptic v zavarovanem območju. Z nekaterih drugih ozemelj južnega Tihega oceana, kot so Tonga, Nova Zelandija, Ameriška Samoa in Gvam, so poročali o valovih, višjih od običajnega, vendar večje škode tam ni bilo. V Gvamu so kljub temu zaprli nekatere ceste in evakuirali prebivalce nižje ležečih predelov. Do pol metra visoki valovi so dosegli vzhodne obale Filipinov in uničili nekaj priobalnih hiš na območju Jayapure ob severni obali Nove Gvineje, v Wewaku nekoliko bolj vzhodno pa je narasla voda poškodovala lokalno bolnišnico. Na Galapaških otokih je več sto družin zaprosilo za pomoč zaradi 3 m visokega vala, ki je dosegel otočje 20 ur po potresu, ko je bilo opozorilo že preklicano. Povzročil je precej škode in poškodoval enega človeka, smrtnih žrtev pa ni bilo.
Naraščanje vode so opazili na pacifiških obalah Mehike in Južne Amerike, kjer v večinoma ni bilo omembe vredne škode. Kljub temu so denimo v Peruju zabeležili 1,5 m visoke valove in poškodbe na več kot 300 hišah. Tudi v Čilu so dosegli 3 m in poškodoval več kot 200 hiš. Na Japonskem je 47 do 48 ur po potresu več merilnikov višine vode zaznalo 30–60 m visok val, ki se je odbil od obale Čila in še enkrat prepotoval Tihi ocean.
Na Antarktiki je cunami odlomil več ledenih gor z roba Sulzbergerjeve ledene police 13.000 km stran, največja je merila 9,5 × 6,5 km.
Tekom naslednjega leta je morje naplavilo razbitine po različnih delih sveta, med njimi nogometno žogo, ki so jo našli na Middletonovem otoku pred obalo Aljaske, in japonski motocikel, najden na obali kanadske Britanske Kolumbije.